# Boston Scott
Boston Nealand Scott (* 27. April 1995 in Baton Rouge, Louisiana) ist ein US-amerikanischer American-Football-Spieler auf der Position des Runningbacks. Zuletzt spielte er für die Pittsburgh Steelers in der National Football League (NFL).

## Frühe Jahre

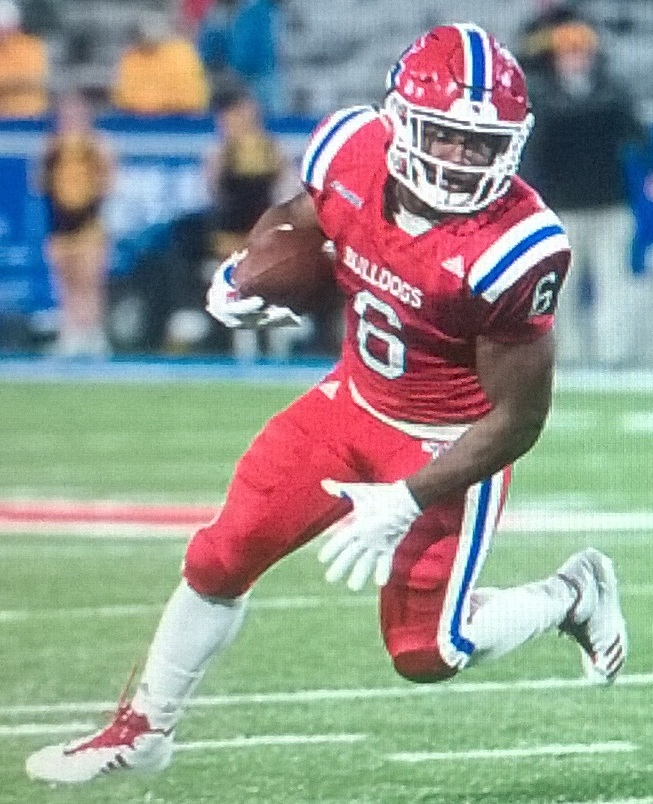
Boston Scott für die Louisiana Tech Bulldogs (2017)

Scott besuchte die Zachary High School in Zachary, Louisiana. Dort war er in der Football-, Fußball- und Leichtathletikmannschaft aktiv. Außerdem gewann er eine Meisterschaft im Staat Louisiana im Gewichtheben. Insgesamt konnte er im Football mit dem Ball für mehr als 1000 Yards laufen und 17 Touchdowns erzielen. Nach seinem Highschoolabschluss erhielt er ein Stipendium der Louisiana Tech University. Dort spielte er von 2013 bis 2017 in der Footballmannschaft. Nachdem er in seinem ersten Jahr geredshirted worden war, kam er in seinem 2. Jahr allerdings auch nur einmal zum Einsatz. In der 2. Hälfte seines 3. Jahres wurde er zum Stammspieler und blieb dies auch für die restlichen 2,5 Jahre. Insgesamt kam Scott in 37 Spielen zum Einsatz. Dabei konnte er mit dem Ball für 1840 Yards und 14 Touchdowns laufen, außerdem für 307 Yards und einen Touchdown fangen. Außerdem war er mit seinem Team sehr erfolgreich, so konnte er mit ihnen 2014 den Heart of Dallas Bowl, 2015 den New Orleans Bowl, 2016 den Armed Forces Bowl sowie 2017 den Frisco Bowl gewinnen.

## NFL

### Anfänge bei den New Orleans Saints
Im NFL-Draft 2018 wurde Scott in der 6. Runde an 201. Stelle von den New Orleans Saints ausgewählt. Am 5. September 2018 wurde er jedoch von den Saints gewaived, tags darauf erhielt er einen Vertrag im Practice Squad.

### Langjähriger Spieler der Philadelphia Eagles
Am 10. Dezember 2018 unterschrieb Scott einen Vertrag bei den Philadelphia Eagles. Daraufhin gab er am 23. Dezember sein NFL-Debüt beim 32:30-Sieg der Eagles gegen die Houston Texans. Er kam dabei als Kick Returner zum Einsatz. Da die Eagles in der Saison 9 Spiele gewannen und nur 7 verloren, qualifizierten sie sich für die Playoffs. Dort gab Scott in der 1. Runde beim Spiel gegen die Chicago Bears sein Debüt, welches mit 16:15 gewonnen werden konnte. Allerdings schieden die Eagles in der darauffolgenden Runde gegen Scotts altes Team, die New Orleans Saints, mit 14:20 aus.
Zu Beginn der Saison 2019 wurde Scott von den Eagles gewaived und erhielt tags darauf einen Vertrag im Practice Squad. Am 11. Oktober wurde er jedoch in den aktiven Kader befördert. Bei der 20:38-Niederlage gegen die Minnesota Vikings kam er am 6. Spieltag erstmals in der Saison zum Einsatz. Daraufhin konnte er am 8. Spieltag beim 31:13-Sieg gegen die Buffalo Bills seinen ersten Touchdown in der NFL erzielen. Am 11. Spieltag stand er bei der 10:17-Niederlage gegen die New England Patriots das erste Mal in der Startformation der Eagles und konnte dabei mit dem Ball für 26 Yards laufen. Sein bislang bestes Spiel in der Liga hatte Scott am 17. Spieltag beim 34:17-Sieg gegen die New York Giants. Dabei konnte er gleich 3 Touchdowns erzielen sowie den Ball für 84 Yards fangen, was beides bis dato Karrierehöchstwerte sind. Durch den Sieg qualifizierten sich die Eagles erneut für die Playoffs. Dort schieden sie allerdings in der 1. Runde gegen die Seattle Seahawks aus.
In der Saison 2020 gehörte er regelmäßig zum Spieltagskader der Eagles und kam auch öfter zum Einsatz als in den beiden vorherigen Jahren. Am 7. Spieltag konnte er beim 22:21-Sieg gegen die New York Giants erstmals einen Touchdown aus der Luft fangen, nach einem Pass von Quarterback Carson Wentz. Seinen zweiten Touchdown der Saison erzielte er bei der 17:27-Niederlage erneut gegen die Giants drei Wochen später. Am 13. Spieltag konnte er bei der 16:30-Niederlage gegen die Green Bay Packers insgesamt vier Kicks für 116 Yards zurücktragen. Es war das erste Spiel mit über 100 Yards in seiner Karriere. Insgesamt kam Scott in der Saison in allen 16 Spielen zum Einsatz.
In die Saison 2021 startete er zunächst nur als Spieler der Special Teams und kam nur vereinzelt in der Offense zum Einsatz. Nachdem er am 7. Spieltag bei einer 22:33-Niederlage gegen die Las Vegas Raiders allerdings einen Touchdown erzielen konnte, war er in den nächsten Spielen Starter bei den Eagles. Direkt am folgenden Spieltag konnte er bei einem 44:6-Sieg gegen die Detroit Lions gleich zwei Touchdowns erlaufen. Am 10. Spieltag lief er beim 30:13-Sieg gegen die Denver Broncos mit dem Ball für insgesamt 81 Yards, bis dato sein Karrierehöchstwert. Am 17. Spieltag konnte er beim 20:16-Sieg gegen das Washington Football Team erneut zwei Touchdowns erlaufen. Allerdings wurde er tags darauf positiv auf COVID-19 getestet, sodass er das letzte Saisonspiel gegen die Dallas Cowboys verpasste. Nichtsdestotrotz konnten sich die Eagles nach einjähriger Abstinenz mit 9 Siegen und 8 Niederlagen erneut für die Playoffs qualifizieren. Dort trafen sie in der 1. Runde auf den aktuellen Super-Bowl-Sieger, die Tampa Bay Buccaneers. Dabei konnte Scott beim Stand von 0:31 im vierten Quarter seinen ersten Touchdown in der Postseason erzielen, dennoch verloren die Eagles das Spiel mit 15:31 und schieden direkt aus.
Vor der Saison 2022 unterschrieb er einen neuen Einjahresvertrag bei den Eagles. Direkt im ersten Saisonspiel, bei einem 38:35-Sieg gegen die Detroit Lions, konnte er seinen ersten Touchdown der Saison erlaufen. Wegen einer Rippenverletzung verpasste er zwei Spiele Anfang Oktober 2022. In der Folge konnte er sich zusammen mit Kenneth Gainwell als Backup-Runningback hinter Miles Sanders etablieren. Daneben kam er gelegentlich noch als Punt Returner zum Einsatz, so konnte er am 14. Spieltag beim 48:22-Sieg gegen die New York Giants den Ball nach Kicks für 117 Yards returnen, bis dato sein Karrierehöchstwert. Da die Eagles in der Saison 14 Spiele gewannen und nur drei verloren, konnten sie die NFC East gewinnen und sich erneut für die Playoffs qualifizieren. Dort trafen sie in der Divisional Runde auf die New York Giants, die sie mit 38:7 besiegen konnten. Scott lief dabei für 32 Yards und einen Touchdown. Auch im folgenden NFC Championship Game gegen die San Francisco 49ers konnte er einen Touchdown erlaufen. Die Eagles gewannen das Spiel mit 31:7 und qualifizierten sich so für Super Bowl LVII. Dort trafen sie auf die Kansas City Chiefs. Auch in dem Spiel kam Scott zum Einsatz und konnte mit dem Ball für acht Yards laufen, die 35:38-Niederlage jedoch nicht verhindern.
Im März 2023 verlängerte Scott seinen Vertrag bei den Eagles erneut für ein Jahr. Dort war er hinter D'Andre Swift und Gainwell als dritter Runningback eingeplant. So kam er jedoch nur zu wenig Spielzeit und war zumeist nur als Rotationsspieler im Einsatz. Im Schnitt stand er nur in 6,8 % der Spielzüge der Offense auf dem Feld, daneben kam er zu Spielzeit in den Special Teams. Auch bei der 9:32-Niederlage gegen die Tampa Bay Buccaneers in der Wildcard-Runde der Playoffs kam er in den Special Teams zum Einsatz, konnte das Ausscheiden jedoch nicht verhindern. Nach der Saison wurde Scott ein Free Agent.

### Saison 2024 bei den Rams und Steelers
Im Mai 2024 nahmen die Los Angeles Rams Scott unter Vertrag. Dort wurde er Ende August 2024 im Rahmen der Kaderverkleinerung auf 53 Spieler entlassen. Daraufhin schloss Scott sich dem Practice Squad der Pittsburgh Steelers an. Dort zog sich Scott eine Meniskusverletzung zu, aufgrund der er die restliche Saison verletzungsbedingt verpasste. Am 13. September 2024 wurde er schließlich von den Steelers entlassen.

## Persönliches
Neben seiner Karriere als Footballspieler begann Scott, als E-Sportler aktiv zu sein. Dabei fokussierte er sich auf das Computerspiel Rocket League. Im Februar 2022 unterschrieb er einen Vertrag beim E-Sports-Team Dignitas, um für dieses unter dem Usernamen B0ston Rocket League zu spielen. In dem Team nimmt er aktuell die Rolle eines Substitute-Players ein.

## Karrierestatistiken
| Legende | Legende            |
| ------- | ------------------ |
| Fett    | Karrierehöchstwert |

### Regular Season
| Jahr                               | Team             | Spiele | Spiele      | Gelaufen     | Gelaufen     | Gelaufen     | Gelaufen     | Gelaufen     | Gefangen     | Gefangen     | Gefangen     | Gefangen     | Gefangen     | Returning    | Returning    | Returning    | Returning    | Returning    | Fumbles      | Fumbles      | TD gesamt    |
| Jahr                               | Team             | Gesamt | als Starter | Versuche     | Yards        | Avg          | Lang         | TD           | Pässe        | Yards        | Avg          | Lang         | TD           | Anzahl       | Yards        | Avg          | Lang         | TD           | Gesamt       | verlorene    | TD gesamt    |
| ---------------------------------- | ---------------- | ------ | ----------- | ------------ | ------------ | ------------ | ------------ | ------------ | ------------ | ------------ | ------------ | ------------ | ------------ | ------------ | ------------ | ------------ | ------------ | ------------ | ------------ | ------------ | ------------ |
| 2018                               | Eagles           | 2      | 0           | 0            | 0            | 0,0          | 0            | 0            | 0            | 0            | 0,0          | 0            | 0            | 4            | 96           | 24,0         | 35           | 0            | 0            | 0            | 0            |
| 2019                               | Eagles           | 11     | 2           | 61           | 245          | 4,0          | 25           | 5            | 24           | 204          | 8,5          | 39           | 0            | 16           | 272          | 17,0         | 33           | 0            | 4            | 1            | 5            |
| 2020                               | Eagles           | 16     | 4           | 80           | 375          | 4,7          | 56           | 1            | 25           | 212          | 8,5          | 18           | 1            | 28           | 590          | 21,1         | 46           | 0            | 2            | 0            | 2            |
| 2021                               | Eagles           | 16     | 4           | 87           | 373          | 4,3          | 23           | 7            | 13           | 83           | 6,4          | 19           | 0            | 1            | 13           | 13,0         | 13           | 0            | 1            | 1            | 7            |
| 2022                               | Eagles           | 15     | 2           | 54           | 217          | 4,0          | 21           | 3            | 5            | 15           | 3,0          | 5            | 0            | 15           | 406          | 27,1         | 66           | 0            | 0            | 0            | 3            |
| 2023                               | Eagles           | 15     | 0           | 20           | 86           | 4,3          | 18           | 0            | 4            | 52           | 13,0         | 27           | 0            | 8            | 170          | 21,3         | 38           | 0            | 1            | 1            | 0            |
| 2024                               | Steelers         | 0      | 0           | Ohne Einsatz | Ohne Einsatz | Ohne Einsatz | Ohne Einsatz | Ohne Einsatz | Ohne Einsatz | Ohne Einsatz | Ohne Einsatz | Ohne Einsatz | Ohne Einsatz | Ohne Einsatz | Ohne Einsatz | Ohne Einsatz | Ohne Einsatz | Ohne Einsatz | Ohne Einsatz | Ohne Einsatz | Ohne Einsatz |
| Gesamte Karriere                   | Gesamte Karriere | 75     | 12          | 302          | 1295         | 4,3          | 56           | 16           | 71           | 566          | 8,0          | 39           | 1            | 72           | 1547         | 21,5         | 66           | 0            | 8            | 3            | 17           |
| Quelle: pro-football-reference.com |                  |        |             |              |              |              |              |              |              |              |              |              |              |              |              |              |              |              |              |              |              |

### Playoffs
| Jahr                               | Team             | Spiele | Spiele      | Gelaufen     | Gelaufen     | Gelaufen     | Gelaufen     | Gelaufen     | Gefangen     | Gefangen     | Gefangen     | Gefangen     | Gefangen     | Returning    | Returning    | Returning    | Returning    | Returning    | Fumbles      | Fumbles      | TD gesamt    |
| Jahr                               | Team             | Gesamt | als Starter | Versuche     | Yards        | Avg          | Lang         | TD           | Pässe        | Yards        | Avg          | Lang         | TD           | Anzahl       | Yards        | Avg          | Lang         | TD           | Gesamt       | verlorene    | TD gesamt    |
| ---------------------------------- | ---------------- | ------ | ----------- | ------------ | ------------ | ------------ | ------------ | ------------ | ------------ | ------------ | ------------ | ------------ | ------------ | ------------ | ------------ | ------------ | ------------ | ------------ | ------------ | ------------ | ------------ |
| 2018                               | Eagles           | 2      | 0           | 0            | 0            | 0,0          | 0            | 0            | 0            | 0            | 0,0          | 0            | 0            | 3            | 54           | 18,0         | 21           | 0            | 0            | 0            | 0            |
| 2019                               | Eagles           | 1      | 0           | 6            | 25           | 4,2          | 15           | 0            | 3            | 23           | 7,7          | 21           | 0            | 1            | 24           | 24,0         | 24           | 0            | 0            | 0            | 0            |
| 2021                               | Eagles           | 1      | 0           | 1            | 34           | 34,0         | 34           | 1            | 1            | 1            | 1,0          | 1            | 1            | 0            | 0            | 0,0          | 0            | 0            | 0            | 0            | 1            |
| 2022                               | Eagles           | 3      | 0           | 15           | 61           | 4,1          | 10           | 2            | 1            | 9            | 9,0          | 9            | 0            | 1            | 29           | 29,0         | 29           | 0            | 0            | 0            | 2            |
| 2023                               | Eagles           | 1      | 0           | 0            | 0            | 0,0          | 0            | 0            | 0            | 0            | 0,0          | 0            | 0            | 1            | 17           | 17,0         | 17           | 0            | 0            | 0            | 0            |
| 2024                               | Steelers         | 0      | 0           | Ohne Einsatz | Ohne Einsatz | Ohne Einsatz | Ohne Einsatz | Ohne Einsatz | Ohne Einsatz | Ohne Einsatz | Ohne Einsatz | Ohne Einsatz | Ohne Einsatz | Ohne Einsatz | Ohne Einsatz | Ohne Einsatz | Ohne Einsatz | Ohne Einsatz | Ohne Einsatz | Ohne Einsatz | Ohne Einsatz |
| Gesamte Karriere                   | Gesamte Karriere | 8      | 0           | 22           | 120          | 5,5          | 34           | 3            | 5            | 33           | 6,6          | 21           | 0            | 6            | 124          | 20,7         | 29           | 0            | 0            | 0            | 3            |
| Quelle: pro-football-reference.com |                  |        |             |              |              |              |              |              |              |              |              |              |              |              |              |              |              |              |              |              |              |